# Нуэво-Берлин
Нуэво-Берлин (исп. Nuevo Berlín) — город в западной части Уругвая, в департаменте Рио-Негро.

## География
Расположен на берегу реки Уругвай, в 42 км к северо-востоку от административного центра департамента, города Фрай-Бентос. Город находится в 7 км к северо-западу от пересечения дороги № 20 с дорогой № 24. Абсолютная высота — 12 метров над уровнем моря.

## История
19 декабря 1974 года согласно постановлению № 14.326 Нуэво-Берлин получил статус малого города (Villa).

## Население
Население города по данным на 2011 год составляет 2450 человек.
| Год  | Население |
| ---- | --------- |
| 1908 | 1454      |
| 1963 | 1912      |
| 1975 | 2659      |
| 1985 | 2097      |
| 1996 | 2366      |
| 2004 | 2438      |
| 2011 | 2450      |

Источник: Instituto Nacional de Estadística de Uruguay